# Louis Sebert
Louis Sebert, född 4 december 1886, död 2 december 1942, var en friidrottare från Kanada. Han deltog vid olympiska sommarspelen 1908.